# 깃발 더비
깃발 더비는 K리그 소속인 성남 FC와 수원 FC간의 더비 경기로 첫 맞대결은 2004년 12월 14일이였지만, 2016년 3월 21일 더비 매치로서 첫맞대결을 펼침에 따라 시작되었다.

## 역사

### 탄생 배경과 과정
2016년 3월 21일 수원 FC와 성남 FC의 경기를 앞두고 성남 이재명 구단주가 피투 영입 후 SNS에서 “피투가 피 튀길지도 모릅니다. 성남 첫 원정경기 상대가 수원 FC인데 염태영 구단주님 혹시 무섭나요? 수원에서 만나자”라고 올리는 등 수원 염태영 구단주에게 SNS로 경기에서 패배하는 팀이 연고지 시청에 승리한 팀의 구단기를 올리는 것을 제안하였고, 이를 합의하면서 '깃발라시코' 혹은 '깃발더비'라는 라이벌더비로 불리게 되었다.
3월 21일 첫 경기에서는 1:1 무승부로 경기가 끝나면서 깃발을 거는 것이 미루어졌으며,   7월 24일 수원이 성남을 2:1로 이기면서 탄천종합운동장에서 수원의 기가 처음 올려졌다.

## 비판
하지만 이러한 깃발 더비를 두고 정치인이기도 한 양 팀 구단주들이 흥행과 더불어 다른 정치적인 목적을 이유로 억지스럽게 급조한 라이벌 더비여서 라이벌 더비 본연의 의미가 없다는 비판을 받기도 하였다.

## 경기장
| 성남 FC            | 성남수원깃발 더비(대한민국) | 수원 FC            |
| ------------------ | --------------------------- | ------------------ |
| 탄천종합운동장     | 성남수원깃발 더비(대한민국) | 수원종합운동장     |
| 수용인원: 16,146명 | 성남수원깃발 더비(대한민국) | 수용인원: 11,808명 |
|                    | 성남수원깃발 더비(대한민국) |                    |

## 역대 전적

### K리그
| 2016년 3월 21일 | 수원 FC      | 1 - 1 | 성남 FC      | 수원종합운동장 |  |  |
| 15:00           | - 김병오 65′ |       | - 티아고 26′ |                |  |  |
|                 |              |       |              |                |  |  |

| 2016년 7월 24일 | 성남 FC      | 1 - 2 | 수원 FC                            | 탄천종합운동장 |  |  |
| 19:00           | - 황진성 80′ |       | - 권용현 51′ (페널티) - 임창균 78′ |                |  |  |
|                 |              |       |                                    |                |  |  |

| 2016년 9월 17일 | 성남 FC         | 2 - 1 | 수원 FC      | 탄천종합운동장 |  |  |
| 18:00           | - 김현 46′, 75′ |       | - 권용현 25′ |                |  |  |
|                 |                 |       |              |                |  |  |

| 2016년 11월 2일 | 성남 FC               | 1 - 2 | 수원 FC                            | 탄천종합운동장 |  |  |
| 19:30           | - 김두현 84′ (페널티) |       | - 김종국 25′ - 연제운 81′ (자책골) |                |  |  |
|                 |                       |       |                                    |                |  |  |

| 2017년 3월 18일 | 성남 FC | 0 - 1 | 수원 FC     | 탄천종합운동장 |  |  |
| 17:00           |         |       | - 서상민 1′ |                |  |  |
|                 |         |       |             |                |  |  |

| 2017년 5월 7일 | 수원 FC | 0 - 1 | 성남 FC      | 수원종합운동장 |  |  |
| 15:00          |         |       | - 박성호 69′ |                |  |  |
|                |         |       |              |                |  |  |

| 2017년 7월 23일 | 성남 FC                  | 3 - 0 | 수원 FC | 탄천종합운동장 |  |  |
| 19:00           | - 김동찬 10′, 45+1′, 48′ |       |         |                |  |  |
|                 |                          |       |         |                |  |  |

| 2017년 10월 7일 | 수원 FC | 0 - 0 | 성남 FC | 수원종합운동장 |  |  |
| 15:00           |         |       |         |                |  |  |
|                 |         |       |         |                |  |  |

| 2018년 3월 17일 | 수원 FC       | 1 - 4 | 성남 FC                                   | 수원종합운동장 |  |  |
| 15:00           | - 마테우스 1′ |       | - 박태준 12′ - 에델 67′, 85′ - 주현우 79′ |                |  |  |
|                 |               |       |                                           |                |  |  |

| 2018년 5월 6일 | 성남 FC             | 2 - 1 | 수원 FC           | 탄천종합운동장 |  |  |
| 14:00          | - 서보민 70′, 90+1′ |       | - 연제운 30′ (OG) |                |  |  |
|                |                     |       |                   |                |  |  |

| 2018년 8월 4일 | 성남 FC | 0 - 0 | 수원 FC | 탄천종합운동장 |  |  |
| 20:00          |         |       |         |                |  |  |
|                |         |       |         |                |  |  |

| 2018년 3월 17일 | 수원 FC | 0 - 1 | 성남 FC    | 수원종합운동장 |  |  |
| 15:00           |         |       | - 에델 70′ |                |  |  |
|                 |         |       |            |                |  |  |

### FA컵
| 2004년 12월 14일 | 성남 일화 천마 | 1 – 3 | 수원시청                               | 창원종합운동장 |  |  |
|                  | - 김도훈 67′   |       | - 고기효 16′ - 김한원 59′ - 이기부 87′ |                |  |  |
|                  |                |       |                                        |                |  |  |

| 2012년 5월 23일 | 성남 일화 천마                                                           | 5 - 1 | 수원시청       | 탄천종합운동장 |  |  |
| 19:00           | - 사샤 5′ - 한상운 14′ - 윤빛가람 57′ - 김성환 64′ - 조태우 77′ (자책골) |       | - 임성택 45+1′ |                |  |  |
|                 |                                                                          |       |                |                |  |  |

| 2017년 3월 29일                                                  | 성남 FC | 0 - 0 (5 - 4 승부차기)                                        | 수원 FC | 탄천종합운동장 |  |  |
| 19:00                                                            |         |                                                               |         |                |  |  |
|                                                                  |         | 승부차기                                                      |         |                |  |  |
| - 비도시치 - 심제혁 - 이태희 - 연제운 - 김영신 - 배승진 - 장학영 |         | - 브루스 - 이광진} - 블라단 - 송수영 - 배신영 - 윤태수 - 정훈 |         |                |  |  |
|                                                                  |         |                                                               |         |                |  |  |

| 2024년 4월 17일 | 성남 FC      | 1 - 0 | 수원 FC | 탄천종합운동장                |  |  |
| 19:00           | - 크리스 89′ |       |         | 관중 수: 1,035명 심판: 송민석 |  |  |
|                 |              |       |         |                               |  |  |

## 양 구단에서 활약하였던 선수
- 김철호 : (성남 : 2004-2011, 2012-2015 / 수원 : 2016-2018)

- 정의도 : (성남 : 2009-2010, 2012 / 수원 : 2013)

- 유지노  (성남 : 2013 / 수원 : 2016)

- 김동찬  (성남 : 2017 / 수원 : 2018~2019)

- 장준영  (성남 : 2018 / 수원 : 2019~)

- 양동현  (성남 : 2020 / 수원 : 2021~)

- 윤영선  (성남 : 2010~2018 / 수원 : 2021~)

- 마상훈 (수원 : 2018~2019  /  성남 : 2020~)

## 총계

### 역대 승무패 전적
- 2017년 10월 7일 기준

| 대회 | 경기 수 | 성남 FC 승 | 무승부 | 수원 FC 승 | 성남 FC 득점 | 수원 FC 득점 |
| ---- | ------- | ---------- | ------ | ---------- | ------------ | ------------ |
| 리그 | 12      | 5          | 3      | 3          | 12           | 8            |
| FA컵 | 3       | 1          | 1      | 1          | 4            | 6            |
| 전체 | 13      | 6          | 4      | 4          | 16           | 14           |